# モンコンブ・スワミナサン
モンコンブ・サンバシバン・スワミナサン（Monkombu Sambasivan Swaminathan、1925年8月7日 - 2023年9月28日）は、インドの農学者。

## 人物
タミル・ナードゥ州出身。1952年にケンブリッジ大学を修了し、遺伝学で博士号を取得。帰国後、緑の革命と呼ばれる米・小麦の品種改良に従事し、インドの食糧事情の改善に成果を収めた。この功績によりマグサイサイ賞を受賞したが、その後食料安全保障の見地から緑の革命に批判的な立場となり、持続的農法の推進者となる。
1973年王立協会フェロー選出。1986年アルベルト・アインシュタイン世界科学賞、1987年第1回世界食糧賞受賞。1999年には『タイム』によって「今世紀もっとも影響力のあったアジアの20人」に選ばれた(ちなみにインド人で他に選ばれたのはマハトマ・ガンディーとラビンドラナート・タゴール)。
1995年にノーベル平和賞を受賞した国際団体、パグウォッシュ会議の会長を務めた（2002年 - 2007年）。2007年から2013年まではラージヤ・サバー議員（無所属、大統領指名枠）を務めた。
2023年9月28日、チェンナイで死去。98歳没。